# Lakeview (Kalifornia)
Lakeview – miejscowość spisowa w hrabstwie Riverside, w Kalifornii (Stany Zjednoczone).